# Estação Godoy Cruz
A Estação Godoy Cruz é uma das estações do Metrotranvía de Mendoza, situada no distrito de Godoy Cruz, entre o Parador San Martín e o Parador Progreso. Administrada pela Empresa Provincial de Transporte de Mendoza (EPTM), faz parte da Linha Verde.
Foi inaugurada em 28 de fevereiro de 2012. Localiza-se no cruzamento da Rua Mitre com a Rua Lencinas. Atende os seguintes bairros: El Aguaribay e Maure, Pouget.